# Tiulebajewo
Tiulebajewo (ros. Тюлебаево) – wieś (dieriewnia) w Rosji, w Baszkortostanie, w rejonie kugarczyńskim. W 2010 liczyła 159 mieszkańców.